# Stadium Gal
L'Stadium Gal és un estadi de futbol de la ciutat d'Irun, a Guipúscoa. Està a 300 metres de la frontera amb França i hi juga els seus partits com a local el Real Unión Club de Irun, que n'és el propietari.
Es va inaugurar el 19 de setembre de 1926 amb un partit entre el Real Unión i el FC Barcelona. Té capacitat per a 6.344 espectadors.